# Extracts from the Album "A Hard Day's Night"
Extracts from the Album "A Hard Day's Night" è il settimo EP dei Beatles, pubblicato in Gran Bretagna il 6 novembre 1964 dalla Parlophone, due giorni dopo il precedente EP del gruppo, Extracts from the Film "A Hard Day's Night". Il disco contiene quattro brani tratti dall'album A Hard Day's Night, ma non presenti nel film.

## Tracce
Testi e musiche di John Lennon e Paul McCartney.
1. Any Time at All – 2:14
2. I'll Cry Instead – 2:06
3. Things We Said Today – 2:38
4. When I Get Home – 2:19

## Musicisti
- George Harrison — chitarra solista, cori
- John Lennon — voce, chitarra ritmica
- Paul McCartney — voce, basso
- Ringo Starr — batteria, percussioni